# ویکی‌پدیای لتونیایی
ویکی‌پدیای لتونیایی نسخه لتونیایی وب‌گاه ویکی‌پدیا است؛ و در تاریخ ژوئن ۲۰۰۳ ایجاد شده است. زبان لتونیایی تا ۱۹ اوت ۲۰۱۱ بابیش‌از ۳۶٬۰۰۰ مقاله در رده شصت‌ویکم ویکی‌پدیاها قرار گرفته‌است.